# Diecezja Clifton
Diecezja Clifton – diecezja Kościoła rzymskokatolickiego w zachodniej Anglii, w metropolii Birmingham. Siedzibą biskupów jest Bristol, a dokładniej jego dzielnica Clifton, od której pochodzi nazwa diecezji. Została erygowana 29 września 1850. Wcześniej jej terytorium przynależało do wikariatu apostolskiego Dystryktu Zachodniego (dzisiejsza archidiecezja Birmingham). Diecezja obejmuje hrabstwa Gloucestershire, Somerset i Wiltshire, a także miasto Bristol.

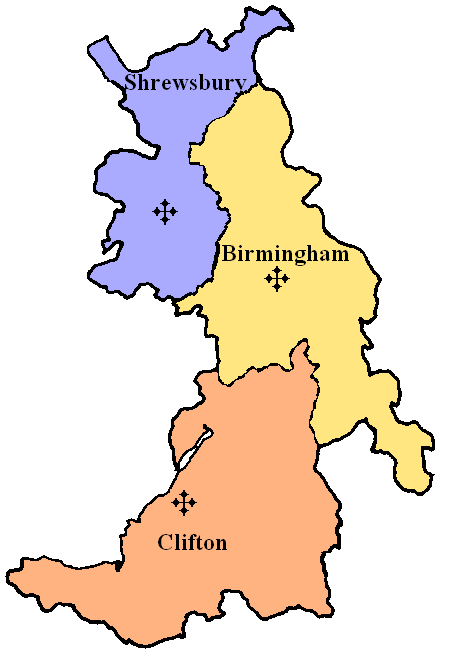
Diecezja na mapie metropolii Birmingham (zaznaczona na czerwono)